# Partido Socialista Italiano
O Partido Socialista Italiano (em italiano: Partito Socialista Italiano, PSI) foi um partido político socialista e, depois, social-democrata de Itália.

## História
O PSI foi fundado em 1892 e, inicialmente, seguia uma linha socialista revolucionária, embora o partido tenha começado a viver tensões internas entre facções revolucionárias e reformistas. Em 1914, com o início da Primeira Guerra Mundial, sofreu a primeira cisão interna, quando vários reformistas, que defendiam o apoio dos socialistas ao esforço de Guerra de Itália. Entre militantes reformistas, estaria Benito Mussolini, que, mais tarde, viria a ser o líder da Itália Fascista. Após o fim da Primeira Guerra, apesar do PSI ter ganho as eleições de 1919, o partido voltaria a sofrer com divisões internas. A esquerda do PSI, inspirada pelo sucesso da Revolução de Outubro, rompia, em 1921, com o PSI e dar origem ao Partido Comunista Italiano. Em 1922, mais uma cisão era originado do PSI, com Giacomo Matteotti a sair do partido e dar origem ao Partido Socialista Reformista. Matteotti viria a ser assassinado pelo regime fascista de Mussolini, e, em 1926, o PSI, bem como os outros partidos de oposição, eram, formalmente, ilegalizados.
Após a Segunda Guerra Mundial, o PSI, inicialmente, parecia afirmar-se como o maior partido da esquerda italiana, ao conquistar 20,7% dos votos contra os 18,9% conseguidos pelos comunistas nas eleições de 1946, mas, rapidamente, os socialistas entrariam numa aliança eleitoral com o PCI, e, mais do que isso, seriam ultrapassados pelos comunistas como maior partido da esquerda.
Esta aliança com os comunistas levou a uma nova cisão dentro do partido, com a ala social-democrata e anti-comunista liderada por Giuseppe Saragat a rejeitar a cooperação com o PCI e, a levar à criação do Partido Socialista Democrático Italiano.
A aliança com o PCI viria a ser terminada após a Revolução Húngara de 1956, em que, os socialistas atacaram a invasão soviética para esmagar a revolução, enquanto os comunistas mostraram compreensão pela resposta soviética.
A partir da ruptura com os comunistas, o PSI começou, lentamente, a abandonar o marxismo, e, acima de tudo, mostrando abertura para entrar num governo de coligação da Democracia Cristã. Isto seria realidade a partir de 1963, quando, pela primeira vez, os socialistas entraram num governo de coligação com os democratas-cristãos, que, em troca do apoio dos socialistas a ver Itália como membro da NATO, a DC nacionalizava as companhias de energias eléctricas. 
Em 1976, com a chegada de Bettino Craxi à liderança do partido, o PSI sofreu uma completa renovação ideológica.Em 1978, o partido renunciava, oficialmente, o marxismo e adotaria um programa de linha social-democrata e de centro-esquerda. Além da questão ideológica, o símbolo do PSI mudava, substituíndo-se a foice e o martelo por um cravo vermelho. O partido ia recuperando influência eleitoral e política, atingindo o ponto máximo em 1983, quando Craxi se tornou o primeiro líder socialista de um governo italiano.
O PSI, em 1987, atingia os 14,3% dos votos, o seu melhor resultado desde da década de 1960, e, continuaria a participar em coligações de governos ao lado de democratas-cristãos, social-democratas, liberais e republicanos, mas o partido parecia estar a aproximar-se do PCI.
Com o surgimento do Tangentopoli, que envolvia os altos dirigentes do PSI, em especial, o líder Bettino Craxi, a popularidade dos socialistas caiu. Apesar do partido ter mudado de nome para Socialistas Italianos, isso não impediu o fim da popularidade dos socialistas, que, em Itália, nunca mais voltou a ser a mesma.

## Resultados Eleitorais

### Eleições legislativas

#### Câmara dos Deputados
| Data | Líder                        | CI.                          | Votos                        | %                            | +/-                          | Deputados                    | +/-                          | Status                       |
| ---- | ---------------------------- | ---------------------------- | ---------------------------- | ---------------------------- | ---------------------------- | ---------------------------- | ---------------------------- | ---------------------------- |
| 1895 | Andrea Costa                 | 4.º                          | 82 523                       | 6,8 / 100                    |                              | 15 / 508                     |                              | Oposição                     |
| 1897 | Filippo Turati               | 5.º                          | 82 536                       | 3,0 / 100                    | 3,8                          | 15 / 508                     | Estável                      | Oposição                     |
| 1900 | Filippo Turati               | 3.º                          | 164 946                      | 13,0 / 100                   | 10,0                         | 33 / 508                     | 17                           | Oposição                     |
| 1904 | Filippo Turati               | 3.º                          | 326 016                      | 21,3 / 100                   | 8,3                          | 29 / 508                     | 4                            | Oposição                     |
| 1909 | Filippo Turati               | 2.º                          | 347 615                      | 19,0 / 100                   | 2,3                          | 41 / 508                     | 12                           | Oposição                     |
| 1913 | Constantino Lazzari          | 2.º                          | 883 409                      | 17,6 / 100                   | 1,4                          | 52 / 508                     | 11                           | Oposição                     |
| 1919 | Nicola Bombacci              | 1.º                          | 1 834 792                    | 32,3 / 100                   | 14,7                         | 156 / 508                    | 104                          | Oposição                     |
| 1921 | Filippo Turati               | 1.º                          | 1 631 435                    | 24,7 / 100                   | 7,6                          | 123 / 535                    | 33                           | Oposição                     |
| 1924 | Tito Oro Nobili              | 4.º                          | 360 694                      | 5,0 / 100                    | 19,7                         | 22 / 535                     | 101                          | Oposição                     |
| 1929 | Banido                       | Banido                       | Banido                       | Banido                       | Banido                       | Banido                       | Banido                       | Banido                       |
| 1934 | Banido                       | Banido                       | Banido                       | Banido                       | Banido                       | Banido                       | Banido                       | Banido                       |
| 1946 | Pietro Nenni                 | 2.º                          | 4 758 129                    | 20,7 / 100                   |                              | 115 / 556                    |                              | Oposição                     |
| 1948 | Pietro Nenni                 | Frente Democrática Popular   | Frente Democrática Popular   | Frente Democrática Popular   | Frente Democrática Popular   | 53 / 574                     | 62                           | Oposição                     |
| 1953 | Pietro Nenni                 | 3.º                          | 3 441 014                    | 12,7 / 100                   |                              | 75 / 590                     | 22                           | Oposição                     |
| 1958 | Pietro Nenni                 | 3.º                          | 4 206 726                    | 14,2 / 100                   | 1,5                          | 84 / 596                     | 9                            | Oposição                     |
| 1963 | Pietro Nenni                 | 3.º                          | 4 255 836                    | 13,8 / 100                   | 0,4                          | 83 / 630                     | 1                            | Governo                      |
| 1968 | Partido Socialista Unificado | Partido Socialista Unificado | Partido Socialista Unificado | Partido Socialista Unificado | Partido Socialista Unificado | Partido Socialista Unificado | Partido Socialista Unificado | Partido Socialista Unificado |
| 1972 | Francesco De Martino         | 3.º                          | 3 210 427                    | 10,0 / 100                   |                              | 61 / 630                     |                              | Governo                      |
| 1976 | Francesco De Martino         | 3.º                          | 3 542 998                    | 9,6 / 100                    | 0,4                          | 57 / 630                     | 4                            | Oposição                     |
| 1979 | Bettino Craxi                | 3.º                          | 3 630 052                    | 9,9 / 100                    | 0,3                          | 62 / 630                     | 5                            | Governo                      |
| 1983 | Bettino Craxi                | 3.º                          | 4 223 362                    | 11,4 / 100                   | 1,5                          | 73 / 630                     | 11                           | Governo                      |
| 1987 | Bettino Craxi                | 3.º                          | 5 505 690                    | 14,3 / 100                   | 2,9                          | 94 / 630                     | 21                           | Governo                      |
| 1992 | Bettino Craxi                | 3.º                          | 5 343 808                    | 13,6 / 100                   | 0,7                          | 92 / 630                     | 2                            | Governo                      |
| 1994 | Ottaviano Del Turco          | 10.º                         | 849 429                      | 2,2 / 100                    | 11,4                         | 14 / 630                     | 78                           | Oposição                     |

#### Senado
| Data | CI.                          | Votos                        | %                            | +/-                          | Deputados                    | +/-                          | Status                       |
| ---- | ---------------------------- | ---------------------------- | ---------------------------- | ---------------------------- | ---------------------------- | ---------------------------- | ---------------------------- |
| 1948 | Frente Democrática Popular   | Frente Democrática Popular   | Frente Democrática Popular   | Frente Democrática Popular   | 41 / 237                     |                              | Oposição                     |
| 1953 | 3.º                          | 2 891 605                    | 11,9 / 100                   |                              | 26 / 237                     | 15                           | Oposição                     |
| 1958 | 3.º                          | 3 682 945                    | 14,1 / 100                   | 2,2                          | 35 / 246                     | 9                            | Oposição                     |
| 1963 | 3.º                          | 3 849 495                    | 14,0 / 100                   | 0,1                          | 44 / 315                     | 9                            | Governo                      |
| 1968 | Partido Socialista Unificado | Partido Socialista Unificado | Partido Socialista Unificado | Partido Socialista Unificado | Partido Socialista Unificado | Partido Socialista Unificado | Partido Socialista Unificado |
| 1972 | 3.º                          | 3 225 707                    | 10,7 / 100                   |                              | 33 / 315                     |                              | Governo                      |
| 1976 | 3.º                          | 3 208 164                    | 10,2 / 100                   | 0,5                          | 29 / 315                     | 4                            | Oposição                     |
| 1979 | 3.º                          | 3 252 410                    | 10,4 / 100                   | 0,2                          | 32 / 315                     | 3                            | Governo                      |
| 1983 | 3.º                          | 3 539 593                    | 11,4 / 100                   | 1,0                          | 38 / 315                     | 6                            | Governo                      |
| 1987 | 3.º                          | 3 535 457                    | 10,9 / 100                   | 0,5                          | 36 / 315                     | 2                            | Governo                      |
| 1992 | 3.º                          | 4 523 873                    | 13,6 / 100                   | 2,7                          | 49 / 315                     | 13                           | Governo                      |
| 1994 | 11.º                         | 103 490                      | 0,3 / 100                    | 13,3                         | 6 / 315                      | 43                           | Oposição                     |

### Eleições europeias
| Data | CI.  | Votos     | %          | +/-  | Deputados | +/-     |
| ---- | ---- | --------- | ---------- | ---- | --------- | ------- |
| 1979 | 3.º  | 3 866 946 | 11,0 / 100 |      | 9 / 81    |         |
| 1984 | 3.º  | 3 940 445 | 11,2 / 100 | 0,2  | 9 / 81    | Estável |
| 1989 | 3.º  | 5 151 929 | 14,8 / 100 | 3,6  | 12 / 81   | 3       |
| 1994 | 10.º | 606 538   | 1,8 / 100  | 13,0 | 2 / 87    | 10      |